# 병렬 통신

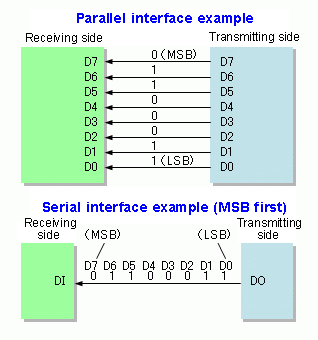
병렬 통신과 직렬 통신.

전기 통신과 전산학 분야에서 병렬 통신은 여러 개의 병렬 채널 위로 동시에 여러 개의 데이터 신호를 보내는 방식이다. 이 용어는 한 번에 하나의 비트 단위로 데이터를 보내는 직렬 통신과 대조된다.
병렬 통신 채널과 직렬 통신 채널의 기본적인 차이는 물리 계층과 전송에 쓰이는 선의 개수이다. 병렬 통신은 여러 개의 선을 사용하고 여기에 한층 더 접지(그라운드)를 위한 선이 추가된다.

## 병렬 통신 시스템의 예
- 컴퓨터 주변 기기용 버스: ISA, ATA, SCSI, PCI 프론트 사이드 버스, IEEE-1284 / 센트로닉스 "프린터 포트"
- IEEE-488

## 같이 보기
- 직렬 포트
- 직렬 통신
- 데이터 전송